# Fuerza lateral

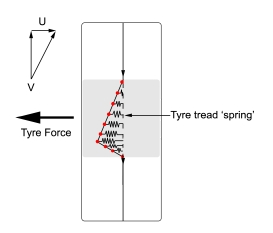
Deformación de la banda de rodadura del neumático y fuerza lateral resultante

La fuerza lateral -cornering force o side force en inglés- es una fuerza paralela a la superficie de la carretera generada por los neumáticos de un vehículo al tomar una curva.
Como su propio nombre indica es la fuerza generada por los neumáticos para oponerse a la inercia, tendencia de todos los cuerpos a continuar su desplazamiento de manera rectilínea y a velocidad constante, que de otro modo sacaría el vehículo de su trayectoria curva. 
Cuando un vehículo de masa m toma una curva de radio r a una velocidad v, su tendencia es a continuar con su trayectoria recta anterior. La intensidad con la que el vehículo tiende a mantener esta trayectoria recta responde a la fórmula de la fuerza centrífuga Fc=(m.v2)/r, una fuerza ficticia percibida al tratar de oponernos a la inercia. Es decir la fuerza centrífuga será mayor cuanto más pesado sea el vehículo ( m ), menor sea el radio de la curva ( r ) y sobre todo, cuanto más rápido vayamos ( v al cuadrado).
Por tanto, para hacer girar al vehículo, es necesario generar una fuerza real o centrípeta hacia el interior de la curva de esta misma magnitud. Esta es la fuerza lateral, generada por la fricción estática de los neumáticos, mediante la que se adhieren a la superficie de la carretera para oponerse a la fuerza centrífuga. La fricción depende del rozamiento con la superficie, de la carga del neumático y de su composición. 
La fuerza lateral se produce por la deformación o deriva del neumático y es proporcional al ángulo de deriva lateral, es decir el ángulo entre la dirección a la que se dirige la rueda y la dirección en la que realmente se desplaza. La magnitud en que se cuantifica se denomina longitud de relajación -relaxation lenght-
La deriva del neumático actúa de modo similar a un resorte; tal y como sucede con estos, la deformación de la superficie de rodadura generará una fuerza de reacción en el neumático que es precisamente la fuerza lateral. Al integrar la fuerza generada por cada una de las bandas de rodadura a lo largo de la superficie de contacto total se obtiene la fuerza lateral total. 
En realidad esta deformación no se produce exclusivamente en la banda de rodadura, sino que es una combinación de la desviación del flanco del neumático y de la goma de la propia banda de rodadura en contacto con el asfalto. La relación exacta entre la deformación del flanco y de la banda depende de la construcción del neumático y de su presión de inflado 
Esta deformación no es homogénea, sino que tiende a alcanzar su máximo en un punto situado detrás del centro del área de contacto, a una distancia denominada avance del neumático  -pneumatic trail-. El producto de esta distancia por la fuerza lateral da lugar a un par de autoalineación alrededor de un eje vertical conocido como momento de autoalineamiento. Este par se opone a la acción de la fuerza de giro transmitida desde el volante, tendiendo a hacer disminuir el ángulo y la fuerza de deriva.
El diagrama que representa la fuerza lateral y la deriva del neumático puede llevar a la confusión, dando la sensación de que ambas fuerzas actúan en el mismo sentido. En realidad considerar que la fuerza lateral actúa en sentido opuesto a la deriva del neumático es una mera convención para simplificar los cálculos, considerándose que la fuerza lateral en un sentido generará una deformación del neumático en el sentido opuesto.
Este mismo principio se aplica a la deformación longitudinal del neumático o a la combinación de la deformación transversal y longitudinal, el comportamiento del neumático bajo la interacción de ambas fuerzas se denomina "traction circle" o círculo de tracción.